# Kostel svatého Bartoloměje (Jevíčko)
Kostel svatého Bartoloměje nedaleko Jevíčka je filiální kostel v okrese Svitavy, v Pardubickém kraji. Nachází se na malém hřbitově asi 1,5 km od centra města směrem na Zadní Arnoštov. Při jediné přístupové cestě k areálu leží malý rybník. Kostel spadá pod římskokatolickou farnost Jevíčko. Pravidelné bohoslužby se zde nekonají, jen jednou ročně probíhá pouť ke svatému Bartoloměji. Kostel je od roku 1958 památkově chráněný.

## Historie
Kostel vznikl na přelomu 13. a 14. století. Jedná se o nejstarší zachovanou stavbu v katastru obce Jevíčko. Dokládá pravděpodobnou polohu původní středověké osady, starší než samo město Jevíčko. V blízkosti kostela byl nalezen střepový materiál zaniklých obcí Martinov a Ursedel. Poslední zmínka o těchto obcích pochází z roku 1258.
Z roku 1763 pochází zpráva o poustevnících. Ti v okolí kostela pobývali až do 19. století. Poslední místní poustevník, Antonín Giessel, který zemřel roku 1892, je pohřben hned u zdi kostelíka.
Roku 1906 prošel kostel významnou rekonstrukcí. Při ní byl zrušen postranní oltář Nejsvětější Trojice a také byl původní dřevěný plot kolem hřbitova nahrazen cihlovou zdí. 15. června 1936 kostel vyhořel, nejspíše po zásahu bleskem. Následovala celková oprava interiéru i samotné stavby včetně krovu pod vedením Ing. Karla Mackerleho. Z této doby je také obytná přístavba. Kostelík dostal dva nové zvony, protože původní byly zničeny požárem. 25. září 1936 byl opravený kostel posvěcen generálním vikářem olomoucké arcidiecéze Janem Martinů.
U branky před vchodem do kostela je umístěna pamětní deska. U vstupu do hřbitova je pak 7. zastavení literární stezky Putování za Krchomilkou, která vznikla v roce 2016. Stezka zde končí.

## Popis

### Stavba
Osamocený kostelík stojí v mírném svahu severozápadně od centra města Jevíčka. Jedná se o jednolodní stavbu, která je v jádře gotická. Má sedlovou šindelovou střechu se sanktusníkem, který byl postaven po roce 1600. Kostel stojí na hřbitově, jenž je obehnán cihlovou zdí. Do kostela se vstupuje ze západu po několika schodech. Ze severní strany přiléhá k budově kostela přístavba bytu s dvěma místnostmi, vlastním vstupem a krytým zápražím. V severním rohu hřbitova se nachází márnice z pálených cihel.
Po obou stranách vstupního portálu jsou ve výšce 1 m kamenné sokly, kde stávaly sochy z počátku 18. století, které sem byly přesunuty z Jevíčského kostela Nanebevzetí Panny Marie. Jednalo se sochy sv. Augustina a sv. Moniky z opatovického pískovce. Ani jedna ze soch se zde již nenachází, socha sv. Augustina byla odcizena, zatímco sv. Monika je uložená na farním úřadě.
Malý hřbitov u kostela využívají obce Bělá, Zadní Arnoštov a Víska.

### Interiér
V kostelíku se nacházel raně barokní sloupový oltář s obrazem Umučení sv. Bartoloměje, který sem byl umístěn kolem roku 1670. V roce 1896 byly zakoupeny varhany z kostela sv. Michala v Olomouci, jež se však nevešly na kůr, a proto byly umístěny v přízemí. Současný stav interiéru je výsledkem rekonstrukce v 30. letech 20. století.